# 卡斯泰尔皮祖托
卡斯泰尔皮祖托（義大利語：Castelpizzuto），是意大利伊塞尔尼亚省的一个市镇。总面积15平方公里，人口156人，人口密度10.4人/平方公里（2009年）。ISTAT代码为094011。